# Пулітцерівська премія
Пу́літцерівська пре́мія (англ. Pulitzer Prize) — одна з найпрестижніших нагород у галузі літератури, журналістики, музики і театру в США, заснована видавцем «жовтої преси» Джозефом Пулітцером.
З 1917 року премію вручають опікуни Колумбійського університету в Нью-Йорку щорічно у перший понеділок травня. Розмір премії — 10 тисяч доларів. Із 2017 року розмір премії зріс до 15 тисяч доларів.
З 2006 року автори і видання, що претендують на Пулітцерівську премію зможуть представляти на розгляд журі не тільки публікації в друкованих ЗМІ, але й роботи, опубліковані в інтернет-виданнях.
У 2018 році найбільше нагород дісталося газеті The New York Times — 3, газета має вже 125 нагород цієї премії. The Washington Post перемогла в 2 категоріях (Investigative Reporting та National Reporting, причому в останній категорії разом із New York Times).

## Історія
Заснував премію американський журналіст і видавець угорського походження Джо́зеф Пу́літцер. 1904 року Пулітцер склав заповіт, в якому жертвував два мільйони доларів Колумбійському університету в Нью-Йорку. Медіа-магнат бажав, щоб три чверті фонду пішли на створення вищої Школи журналістики, а решта — на створення премії для визначних американських журналістів.
У своєму заповіті Пулітцер просив щорічно давати чотири нагороди з журналістики, чотири з літератури і одну в галузі освіти. На його бажання окремі премії вручали за найкращий роман, драму, книгу з історії Сполучених Штатів і біографію.
У жовтні 1911 року Джозеф Пулітцер помер. Через рік після смерті Пулітцера була заснована Колумбійська Школа журналістики, а в 1917 році заснована премія, названа Пулітцерівською.
Першим її лауреатом став американський журналіст Герберт Баярд Своп за серію матеріалів «Зсередини Німецької імперії», опублікованої в «Нью-Йорк ворлд» у жовтні 1916 року.
Спадкоємці до слова виконали волю Пулітцера, який зволив сформувати наглядову раду з видавців газет, президента Колумбійського університету, вчених та «інших поважних людей, які не є ані журналістами, ані редакторами».
З 1917 року наглядова рада не раз користувалася правом, закріпленим у заповіті Пулітцера, збільшувати кількість нагород. 1922 року з'явився приз за найкращу карикатуру. 1942 року до нього додалася нагорода за найвидатнішу фотографію (пізніше ця номінація була розділена на дві — на новинну фотографію і художню).

### Сучасність. Вплив інтернету
У 1999 році Спостережна рада дозволила інтернет-репортерам брати участь у номінації «Журналістське розслідування». З 2006 року приймався до розгляду онлайн-контент (репортажі, фотографії) паперової преси.
З 2009 року Пулітцерівську премію стали вручати журналістам як за матеріали, опубліковані в друкованих виданнях, так і за публікації в інтернеті.
Журі відзначило зростаючий вплив онлайнових ЗМІ і їхній все професійніший контент. Майже чверть претендентів на Пулітцерівську премію в галузі журналістики в 2009 році були представлені у вигляді онлайнових документів — 37 різних видань, що існують тільки в інтернеті.

### Нагородження
У 2009 році премію вручають у 21 номінації. 14 із них пов'язані з журналістикою: «За служіння суспільству»; «За висвітлення місцевих новин»; «За видатне розслідування»; «За майстерність»; «За видатну подачу сенсаційного матеріалу»; «За розкриття національної теми»; «За міжнародний репортаж»; «За нарис»; «За коментар»; «За художню критику»; «За редакційний коментар»; «За карикатури»; «За новинну фотографію»; «За художню фотографію».
Престижну нагороду отримують не тільки представники великих газет на кшталт The New York Times або The Washington Post, а й журналісти маловідомих місцевих видань. Також журі щорічно вручає золоту медаль за «служіння суспільству».
Літературну премію вручають у шести номінаціях: «За художню книгу, написану американським письменником, бажано про Америку»; «За книгу з історії Сполучених Штатів»; «За біографію або автобіографію американського автора»; «За поетичний твір»; «За нехудожню літературу»; «За найкращу драму».
Досягнення в галузі музики відзначаються особливою нагородою з 1943 року. Якщо раніше приз завжди йшов до авторів класичної музики, то починаючи з 1997 року журі почало розглядати і популярну музику. 1997 року приз дістався відомому джазмену Вінтону Марсалісу. 1998 року спеціальну нагороду отримав Джордж Гершвін, а в 1999 році — Дюк Еллінгтон (обидва — посмертно, на честь свого сторіччя).
Премії присуджуються Колумбійським університетом у Нью-Йорку за поданням Пулітцерівського комітету, що складається з 19 експертів: п'яти видавців, шести редакторів, шести вчених, включаючи президента університету та декана факультету журналістики, одного колумніста та адміністратора премії — причому декан і адміністратор позбавлені права голосу. Члени комісії обираються на три роки і можуть переобиратися три рази.
Премію вручають опікуни Колумбійського університету щорічно в перший понеділок травня. Формальне оголошення про присудження премії за традицією робить президент Колумбійського університету у квітні.
Зазвичай у конкурсі на премію беруть участь понад дві тисячі претендентів. Щороку для роботи в 20 незалежних журі призначаються 90 фахівців, які відбирають претендентів за трьома номінаціями у кожній категорії премій. Перша категорія і єдина, за яку дають золоту медаль, — це «Служіння суспільству» (Public service). Вона видається «за винятковий приклад гідного служіння суспільству».
Тривалий час Пулітцерівська премія фінансувалася з інвестиційного фонду, створеного після смерті видавця. Однак після того, як в 1970 році справи фонду похитнулися, був створений ще один фонд, якому вдалося залучити додаткові пожертви — і відновити фінансове благополуччя премії.
Премія за американськими масштабами невелика — 10 тисяч доларів, але престижність її виняткова.

## Номінації
- За служіння суспільству (англ. Pulitzer Prize for Public Service);
- За висвітлення місцевих новин (англ. Pulitzer Prize for Local Reporting);
- За видатне розслідування (англ. Pulitzer Prize for Investigative Reporting);
- За роз'яснювальний репортаж (англ. Pulitzer Prize for Explanatory Reporting);
- За видатну подачу сенсаційного матеріалу (англ. Pulitzer Prize for Breaking News Reporting);
- За розкриття національної теми (англ. Pulitzer Prize for National Reporting);
- За міжнародний репортаж (англ. Pulitzer Prize for International Reporting);
- За нарис (англ. Pulitzer Prize for Feature Writing);
- За коментар (англ. Pulitzer Prize for Commentary);
- За художню критику (англ. Pulitzer Prize for Criticism);
- За редакційний коментар (англ. Pulitzer Prize for Editorial Writing);
- За карикатури (англ. Pulitzer Prize for Editorial Cartooning);
- За новинну фотографію (англ. Pulitzer Prize for Breaking News Photography);
- За художню фотографію (англ. Pulitzer Prize for Feature Photography);
- За художню книгу, написану американським письменником, бажано про Америку (англ. Pulitzer Prize for Fiction);
- За книгу з історії Сполучених Штатів (англ. Pulitzer Prize for History);
- За біографію або автобіографію американського автора (англ. Pulitzer Prize for Biography or Autobiography);
- За поетичний твір (англ. Pulitzer Prize for Poetry);
- За нехудожню літературу (англ. Pulitzer Prize for General Nonfiction);
- За видатний музичний твір (англ. Pulitzer Prize for Music);
- За найкращу драму (англ. Pulitzer Prize for Drama).

### Відомі лауреати
Лауреатами премії стали багато знаменитих письменників, провідні публіцисти й репортери. Серед лауреатів — письменник Ептон Сінклер, історик і журналіст Артур Шлезінгер, відомий дослідник Девід Кілцер (двічі лауреат премії), фейлетоніст Арт Бухвальд, журналіст Джеймс Рестон, фотограф Нік Ют, автор однієї з найвідоміших фотографій про війну у В'єтнамі — в'єтнамської дівчинки, спаленої напалмом.
Лауреатами літературної Пулітцерівської премії в різні роки ставали Ернест Хемінгуей («Старий і море»), Гарпер Лі («Убити пересмішника»), Вільям Фолкнер («Притча»), Юджин О'Ніл («За обрієм», 1920; «Анна Крісті»,1922; «Дивна інтерлюдія», 1928; «Довга подорож у ніч», 1957), Теннессі Вільямс («Трамвай „Бажання“»), Артур Міллер («Смерть комівояжера»), Маргарет Мітчелл («Віднесені вітром»), Джон Апдайк (за романи «Кролик розбагатів» і «Кролик заспокоївся»), Френк Маккурт («Прах Анджели»).
Також лауреатами ставали відомі журналісти:
- Волтер Дюранті, здобув премію в 1931 році за серію статей про Радянський Союз, в яких заперечував Голодомор. Попри те, що статті Дюранті були визнані незбалансованими, некритичними до сталінського режиму, та часто повторювали сталінську пропаганду,[4] Пулітцерівський комітет відмовився скасувати нагороду.[5]
- Едмунд Стівенс, здобув премію в 1951 році за книжку англ. This is Russia—Un-Censored, в який критично описувались останні роки правління Йосипа Сталіна. Був членом Комуністичної партії США, підозрювався у співпраці з Радянським Союзом.[6][7]

Лауреатом премії 2015 року є книга «Шосте вимирання», написана американською журналісткою, оглядачем The New Yorker Елізабет Колберт; книгу перекладено і видано в Україні 2016 року видавництвом «Наш формат».
У 2009 році лауреатом Пулітцерівської премії стала газета New York Times, яка зібрала нагороди в п'яти номінаціях.
Лауреатом Пулітцерівської премії в номінації «За служіння суспільству» стала регіональна газета Las Vegas Sun. Крім призу в 10 тис. доларів, газета отримала також золоту медаль.
У номінації «Найкраща карикатура» перемога дісталася газеті San Diego Union Tribune.
Вперше в історії премії фіналістом стало онлайнове видання — вебсайт Politico.